# Sissal
Sissal Jóhanna Norðberg Niclasen (* 13. února 1995 Tórshavn), profesionálně známá jako Sissal, je faerská zpěvačka, která s písní „Hallucination“ reprezentovala Dánsko na Eurovision Song Contest 2025.

## Mládí
Narodila se v Tórshavnu, hlavním městě Faerských ostrovů. Je dcerou faerské umělecké sklářky Mikkaliny Norðbergové.

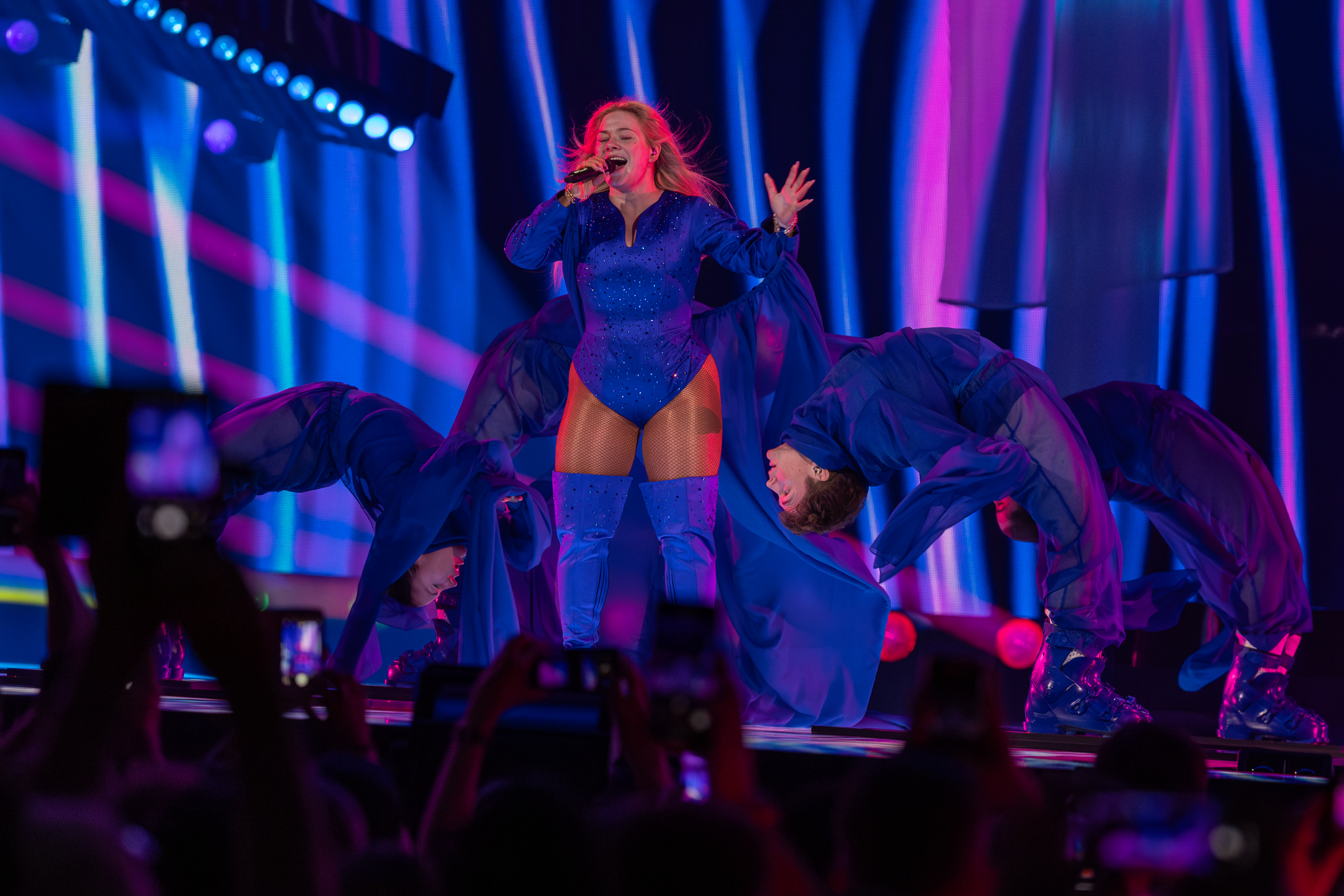
Sissal vystupující s písní „Hallucination“ na Eurovision Song Contest 2025

## Kariéra
Sissal se poprvé proslavila v roce 2005, když s písní „Summarið er komið“ zvítězila ve faerské dětské pěvecké soutěži Nósa Barnaprix. V roce 2010 zvítězila i v každoroční pěvecké soutěži Ársins Songrødd.
V roce 2025 vydala své debutové EP s názvem Hear Me Now. V únoru 2025 byla oznámena jako jedna z osmi účastnic národního kola Dansk Melodi Grand Prix s písní „Hallucination“. Díky kombinovanému systému hlasování poroty a veřejnosti v soutěži zvítězila a získala tak právo reprezentovat Dánsko na Eurovision Song Contest 2025 v Basileji. Stala se již druhou faerskou umělkyní, která reprezentovala Dánsko na Eurovizi, po zpěváku Reileym v roce 2023. Ze druhého semifinále, konaného 15. května, dokázala postoupit do finále, čímž ukončila šestiletou sérii nepostupů Dánska a zajistila mu tak první účast ve finále Eurovize od roku 2019. Ve finále obsadila celkové 23. místo se ziskem 47 bodů.

## Osobní život
V roce 2020 se přestěhovala do Kodaně, kde započala rozvíjet svou mezinárodní hudební kariéru, a kde sídlí. Má dvě dcery. Za své největší hudební vzory označuje norskou zpěvačku Dagnyho, a švédskou zpěvačku Robyn.

## Diskografie

### EP
- 2025: Hear Me Now

### Singly
- 2005: „Summarið er komið“
- 2016: „Na Na Na“
- 2017: „Anyone Better“
- 2020: „Stop Thinking“
- 2020: „Vanilla Spread“
- 2024: „Deep End“
- 2024: „Far from Sober“
- 2024: „Hear Me Now“
- 2025: „Hallucination“